# Airbus A350 XWB

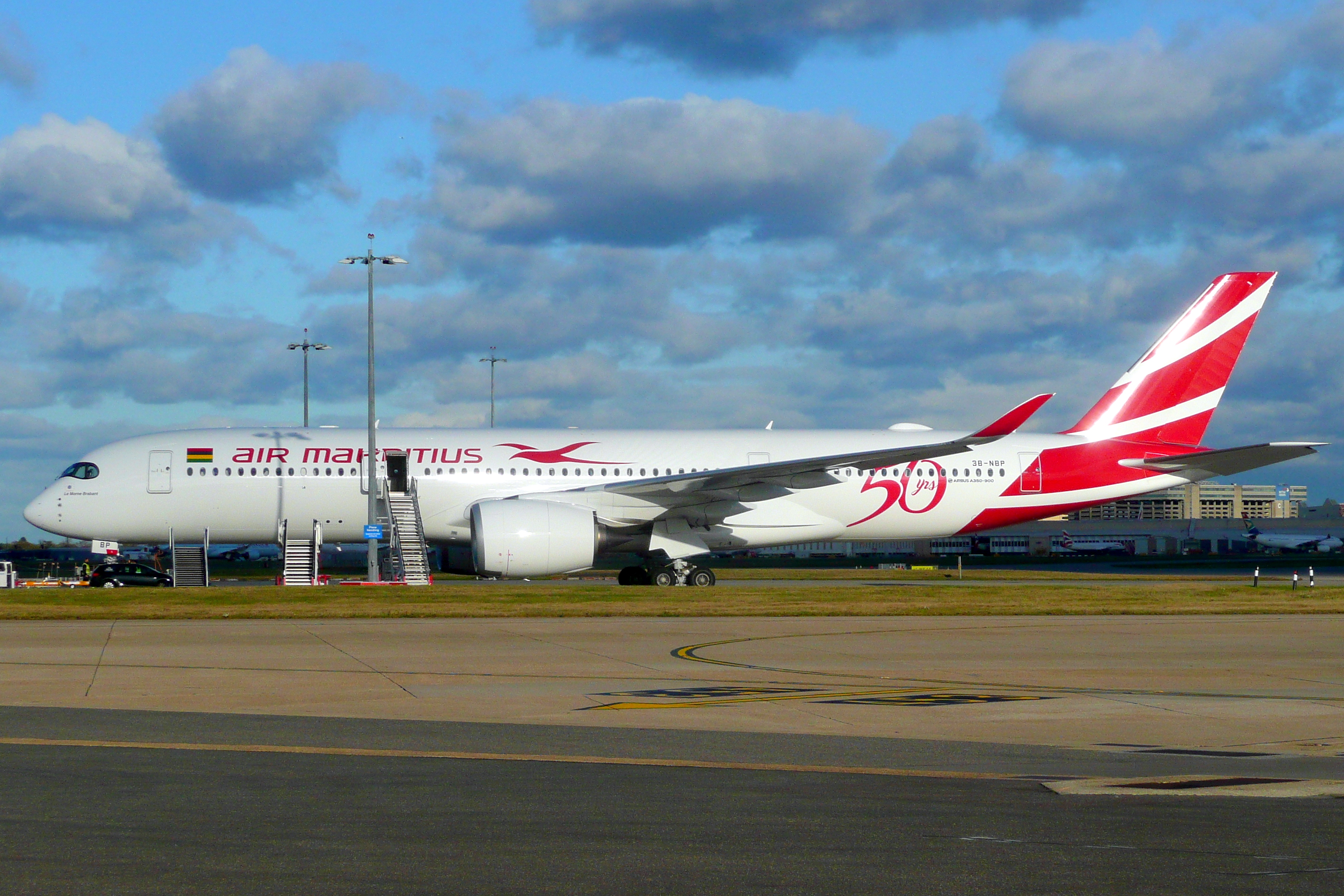
Un Airbus A350 di Air Mauritius

L'Airbus A350 XWB è un aereo bimotore di linea ad ala bassa realizzato dalla multinazionale europea Airbus, in produzione dal 2014. Destinato a rotte a lungo raggio, è caratterizzato da una configurazione a fusoliera larga.
Secondo il progetto iniziale, il velivolo sarebbe dovuto essere sviluppato a partire dalle famiglie A330 e A340, ma nel luglio 2006 si decise di riprogettarlo con una fusoliera che fosse più larga (da qui il nome «XWB», eXtra Wide Body) sia rispetto agli A330 e A340, sia rispetto al suo rivale, il Boeing 787 Dreamliner. La riprogettazione era stata decisa per venire incontro alle richieste di molti potenziali clienti, come Singapore Airlines, che altrimenti si sarebbero rifiutati di effettuare degli ordini.
Questo cambiamento, così come il largo uso di materiali compositi e della fibra di carbonio, ha notevolmente aumentato i costi della progettazione dei nuovi aeromobili, e ha spostato l'ingresso in servizio dal 2011 alla seconda metà del 2014 (per l'A350-900). La prima consegna della versione -900 fu effettuata il 14 dicembre 2014 alla compagnia Qatar Airways. Per la versione -1000, il primo cliente è stato di nuovo Qatar Airways, con entrata in servizio il 24 febbraio 2018. La versione -800 è stata cancellata per assenza di ordini.
Il primo volo dell'MSN001 (Manufacturer's Serial Number 001), primo prototipo della famiglia e della versione -900, era stato effettuato il 14 giugno 2013 presso l'aeroporto di Tolosa Blagnac, sede della Airbus.
Il primo volo dell'MSN059 (Manufacturer's Serial Number 059), primo prototipo della versione -1000) fu effettuato il 24 novembre 2016, presso lo stesso aeroporto (Tolosa Blagnac), nello stesso preciso orario del primo volo di test dell'Airbus A380 MSN001 (F-WWOW).

## Storia del progetto

### Programma iniziale
Airbus e Boeing si stanno affrontando dal 1970 in un mercato sempre più caratterizzato dal continuo aumento del prezzo del petrolio.
Dopo il lancio del nuovo progetto Boeing 787, caratterizzato dalla ricerca di migliori prestazioni, Airbus decise nel settembre 2004 di studiare un nuovo velivolo. Gli ingegneri di Airbus, allora ancora mobilitati per lo studio dell'A380, ripresero i lavori riguardanti l'estensione del raggio d'azione dell'A330-500, proponendo anche di aggiungere una nuova ala in materiali compositi.
Il programma A350 venne annunciato ufficialmente il 6 ottobre 2005 da EADS, casa madre di Airbus.
Il velivolo venne inizialmente progettato in due versioni: A350-800 e A350-900, in grado di trasportare 250-300 passeggeri su voli non-stop da 13 900 a 16 300 km. Queste due prime versioni dell'A350 erano molto vicine all'A330: stessa struttura in alluminio, stesse dimensioni, ad eccezione della versione -900, che è di 1,60 metri più lunga dell'A330-300.
Per motorizzare l'A350, Airbus sollecitò il costruttore GE Aviation, con i motori della serie GEnx che avrebbero equipaggiato anche il B787, e Rolls-Royce, con un'altra versione dedicata della famiglia Trent: il Trent 1700.
Originariamente posizionato come una risposta contro il Boeing 787 e alcuni modelli di Boeing 777, divenne anche un concorrente per l'A330. Airbus desiderava soprattutto non mettere in ombra le nuove versioni dell'A340, nonostante i segnali di crescente disinteresse delle compagnie aeree per i velivoli a quattro motori sotto i 400 passeggeri.
Fino al marzo 2006, il mercato sembrò dare ragione ad Airbus per il nuovo programma che sembrava promettente: fin dalla sua presentazione l'A350 aveva registrato 140 intenzioni di acquisto da parte di 9 compagnie aeree clienti. Il primo prototipo dell'A350 doveva volare nel 2009, con una prima messa in servizio prevista per il 2011.

### Effetti della concorrenza
A fine marzo 2006, Steven Udvar-Hazy, presidente e fondatore della società di leasing aeronautico ILFC, secondo acquirente mondiale di aerei commerciali, dichiarò pubblicamente che Airbus avrebbe dovuto rivedere a fondo l'A350, altrimenti avrebbe ottenuto solamente il 25% del possibile mercato, lasciando al rivale Boeing 787 il quasi monopolio. Dopo il congelamento degli ordini per l'A340-600 da parte di Emirates, considerato più dispendioso sul lungo raggio rispetto al Boeing 777, ad Airbus venne il dubbio che questa affermazione fosse vera.

### Nuovo programma
Il 16 maggio 2006, Noel Forgeard, co-presidente di EADS, disse al Berlin Air Show che Airbus avrebbe presentato per l'estate 2006 un nuovo progetto con modifiche sostanziali rispetto a quello dell'A350. La stampa si interrogò sui possibili nomi di A370 o A280 per questo progetto, anche se ufficialmente Airbus non menzionò mai.
Il 17 luglio 2006, Christian Streiff, nuovo presidente di Airbus, presentò al Farnborough Air Show il nuovo programma dell'A350, rinominato A350 XWB.
Dati i cambiamenti, il budget per lo sviluppo aumentò da circa 3,5 a 9,5 miliardi di euro: la fusoliera del nuovo aereo sarebbe stata dotata di finestre panoramiche e sarebbe stata più larga di quella del B787 di 30 cm. La costruzione avrebbe fatto essenzialmente uso di materiali compositi, mentre l'ala avrebbe avuto 33° di freccia e sarebbe stata dotata di estremità alari ricurve.
Destinato a sostituire eventualmente la famiglia dell'A330/A340, l'A350 XWB venne reso disponibile in tre versioni principali e cinque varianti, in luogo delle due sole versioni in precedenza previste. Sarebbe diventato un concorrente per il Boeing 787, ma anche per il Boeing 777. Avrebbe potuto trasportare fino a 350 passeggeri (in tre classi) e raggiungere i 18 000 km di raggio d'azione.
Il finanziamento per questo nuovo progetto venne deciso dal consiglio di amministrazione di EADS nel dicembre 2006.

### Sviluppo
Lo sviluppo dell'A350 si svolse in una situazione di tensione, da una parte per una crisi strutturale all'interno del gruppo EADS e dall'altra per una feroce concorrenza tra Airbus e Boeing, con sullo sfondo il forte apprezzamento dell'euro rispetto al dollaro e l'aumento del prezzo del petrolio.
Le compagnie aeree dettarono l'evoluzione del progetto, sullo sfondo di un'esagerazione tecnologica tra Boeing e Airbus, costringendo Airbus a un uso di materiali compositi più importante per ridurre il peso a vuoto. Il 53% dei materiali utilizzati fu costituito da materiali compositi, il 14% da titanio, il 6% da acciaio e il 19% da alluminio o lega di alluminio-litio. Nonostante l'uso estensivo di materiali leggeri, nel 2009 venne constatato un peso eccessivo di 2,2 tonnellate sull'A350-900 da 115,7 tonnellate.
Nel giugno 2008, Airbus decise di proporre alternative a raggio ridotto per le tre versioni di A350 XWB per limitare il peso del velivolo e ridurre i costi operativi. Il fatto di proporre delle varianti, anziché una versione dedicata, come il Boeing 787-3, permisero ad Airbus di ridurre i costi di sviluppo, aumentando nello stesso tempo la gamma degli A350 XWB.
Il 19 febbraio 2013 il terzo prototipo prese forma negli stabilimenti Airbus a Tolosa. Il 26 marzo 2013 vennero montati i primi motori Trent XWB, certificati da EASA circa un mese prima sull'A380, e l'apparato APU sul primo prototipo, l'MSN001. L'APU Honeywell HGT1700 è molto più efficiente delle vecchie generazioni di APU e genera il 10% di potenza in più.

### Il primo volo
Il 14 giugno 2013 un prototipo della versione base A350-900 con marca F-WXWB effettuò un volo inaugurale di quattro ore alzandosi dall'aeroporto di Tolosa-Blagnac con un equipaggio di sei uomini e pilotato da due ex piloti militari. Il volo inaugurale dette l'inizio a una serie di test condotti con cinque esemplari del nuovo velivolo, impegnati in un programma di 2 500 ore di voli di prova per ottenere le varie certificazioni da parte dell'Agenzia europea per la sicurezza aerea (EASA) e dell'agenzia statunitense Federal Aviation Administration (FAA).
Il secondo prototipo di A350-900 (MSN002 F-WWCF) venne dotato di una cabina passeggeri attrezzata per convalidare con largo anticipo le caratteristiche di comfort acustico della fusoliera in composito, di compatibilità elettromagnetica e di comfort.
A inizio ottobre 2013 l'MSN001 (A350-900 F-WXWB) aveva portato a termine circa 300 ore di prove di volo.
Il primo volo effettuato da un A350-900, equipaggiato con una cabina completa di sedili e con tutti i servizi offerti sul velivolo, venne programmato per febbraio 2014 con l'MSN002 (F-WWCF).
Il 24 novembre 2016 avvenne il primo volo di test della variante -1000, effettuato con il primo prototipo di A350-1000 l'MSN059 (F-WMIL), dall'aeroporto di Tolosa-Blagnac per una durata di 4 ore e 30 minuti.

## Impiego operativo
Sia la versione -900 sia la -1000 sono entrate in servizio regolare con Qatar Airways, rispettivamente il 15 gennaio 2015 e il 24 febbraio 2018. Al 2024 il maggiore operatore è Singapore Airlines, con 63 esemplari -900, sette dei quali in versione ULR (Ultra Lungo Raggio). ITA Airways ha invece sei esemplari del -900, tutti in livrea azzurra e intitolati ad atleti, che hanno sostituito i precedenti Boeing 777 di Alitalia.

## Tecnica

Versioni dell'A350

### Motori
L'Airbus A350 dispone di due motori di ultima generazione progettati appositamente: i Rolls-Royce Trent XWB, un motore sviluppato a partire dalla decennale tecnologia della famiglia RB211/Trent. L'architettura di base è molto simile a quella del Trent 1000, in servizio sul Boeing 787, seppur con alcune innovazioni. Il Trent XWB si distingue tuttavia dal Trent 1000 perché possiede un circuito di bleed air: l'A350 infatti mantiene questa caratteristica comune a tutti gli aerei prodotti fino al giorno d'oggi in quanto Airbus ritiene che questa tecnologia sia più vantaggiosa rispetto a quella utilizzata sul B787 nel quale tutte le funzioni di questo circuito sono eseguite elettricamente da macchinari separati.
La Pratt & Whitney prevederebbe di realizzare un nuovo motore, basato sul PW1000G, per motorizzare le versioni -800 e -900 (per la versione -1000 la Rolls-Royce ha ottenuto un contratto per la fornitura esclusiva). L'Airbus aveva avviato anche discussioni con la GE Aviation (un ramo della General Electric) per un secondo motore per l'A350 XWB, ma senza riscontri positivi.

## Versioni
Con l'A350, Airbus sembra muoversi verso una concezione modulare di aeromobili in grado di adattarsi più facilmente alle aspettative delle compagnie aeree.
L'A350 è disponibile in due versioni principali:

### A350-900

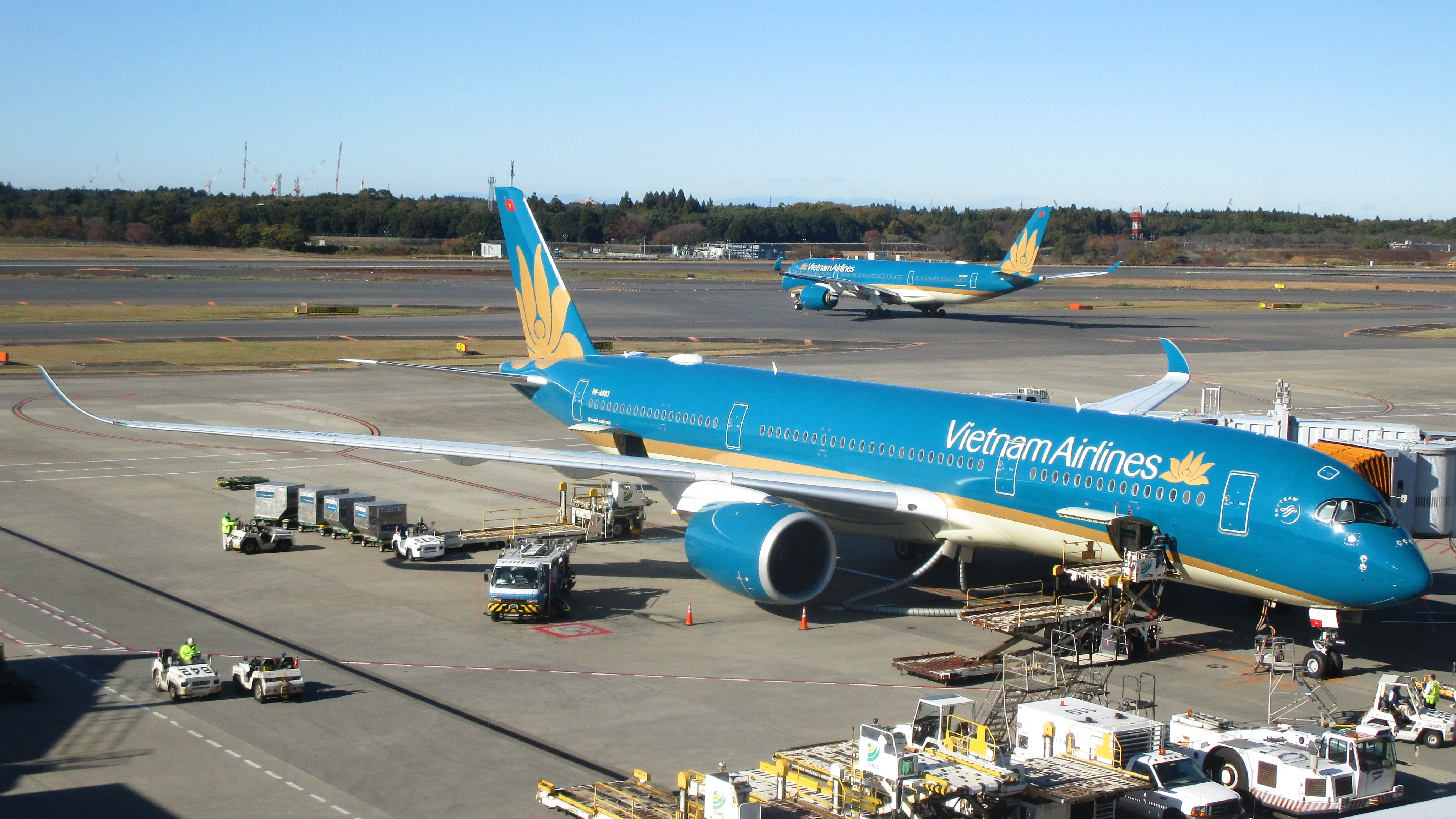
Un Airbus A350-900 di Vietnam Airlines

- A350-900 – versione iniziale base da 315 posti in configurazione a tre classi con un'autonomia di 15 000 km (paragonabile all'Airbus A340-300 e al Boeing 777-200ER), è entrato in servizio il 14 dicembre 2014 con la consegna a Qatar Airways.
  - A350-900E o Régional – proposta per una variante con raggio limitato a 10 000 km per ridurne i costi operativi (paragonabile all'Airbus A330-300 e al Boeing 777-200).
  - A350-900F – variante cargo in fase di sviluppo, l'entrata in servizio è prevista nel 2025. Sarebbe in grado di trasportare 90 tonnellate di cargo (paragonabile al Boeing 777F).[11]
  - A350-900 ULR – variante a ultra lungo raggio di 18 000 km, attualmente utilizzato solamente da Singapore Airlines, con configurazione solo Business Class e Premium Economy (paragonabile all'Airbus A340-500 e al Boeing 777-200LR). Questa versione attualmente rappresenta l'aereo di linea con l'autonomia maggiore al mondo.

### A350-1000

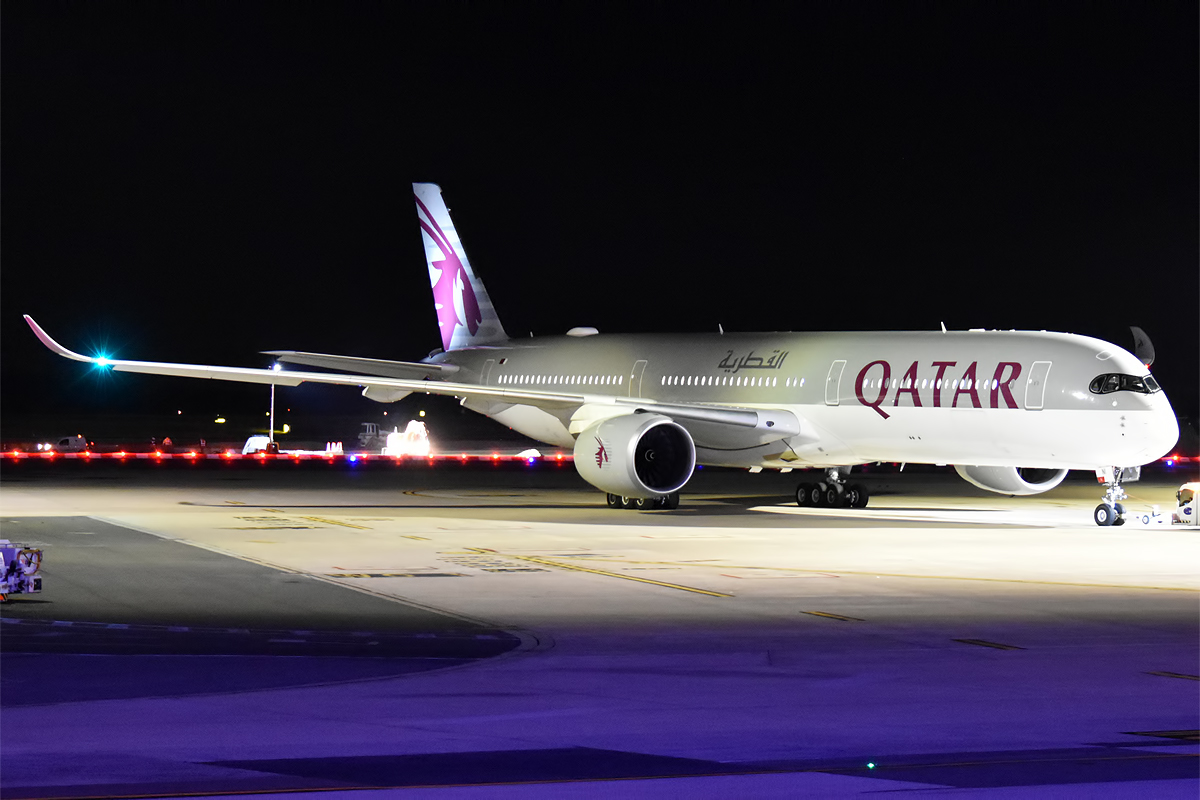
Un Airbus A350-1000 della Qatar Airways

- A350-1000 – versione allungata della versione -900 da 369 posti in configurazione a tre classi con un'autonomia di 16 100 km (paragonabile all'Airbus A340-600, al Boeing 777-300ER e al Boeing 777-8X), è entrato in servizio nel 2018; questa versione rappresenta il quarto aereo di linea più lungo al mondo in servizio, dietro al Boeing 747-8I, all'Airbus A340-600 e al Boeing 777-300/300ER[12]
  - A350-1000E o Régional – proposta per una variante con raggio limitato a 10 000 km per ridurne i costi operativi (paragonabile al Boeing 777-300)[12].

### A350F
La versione cargo dell'Airbus A350-900 è stata menzionata per la prima volta nel 2007, offrendo una capacità simile all'MD-11F con un'autonomia di 5 000 miglia nautiche (9 300 km), e sarebbe stato sviluppato dopo la versione passeggeri. All'inizio del 2020, Airbus ha proposto sul mercato l'A350F prima di un potenziale lancio. La versione cargo sarebbe stata leggermente più lunga dell'A350-900 e il costruttore avrebbe bisogno di almeno 50 ordini per lanciare il programma da 2-3 miliardi di dollari. Lunga oltre 70 metri, sarebbe stata spinta da motori Rolls-Royce Trent XWB-97. Airbus ha battezzato la versione "A350F".
Nel luglio 2021, il consiglio di amministrazione di Airbus ha approvato lo sviluppo di questa versione. Si basa sulla versione -1000 per un carico utile superiore a 90 tonnellate e l'entrata in servizio è prevista per il 2025. L'A350F manterrebbe il peso massimo al decollo dell'A350-1000 di 319 tonnellate, essendo inoltre 6,9 m più lungo del Boeing 777F per un volume di carico maggiore del 10% a 695 m³ rispetto a 633 m³ del 777F, simile al Boeing 747-8F. Con una porta di carico sul ponte principale dietro l'ala e travi rinforzate del pavimento in alluminio del ponte principale, il suo carico utile di 109 tonnellate è superiore alle 103,7 del 777F, mentre il suo peso a vuoto è inferiore di 30 tonnellate rispetto all'A350-1000, 20 in meno del 777F. Al Dubai Air Show del novembre 2021, il locatore statunitense Air Lease Corporation è diventato il cliente di lancio con un ordine per sette esemplari in consegna intorno al 2026. L'operatore di lancio dell'A350F sarà Singapore Airlines, che ha ordinato sette aeromobili al Singapore Airshow del 2022, e le consegne inizieranno dal 2025.

## Dati tecnici
| Dati                                    | A350-900                  | A350-1000                 |
| --------------------------------------- | ------------------------- | ------------------------- |
| Codice ICAO                             | A359                      | A35K                      |
| Codice IATA                             | 359                       | 351                       |
| Equipaggio in cabina di pilotaggio      | 2 piloti                  | 2 piloti                  |
| Capacità massima passeggeri             | 440                       | 480                       |
| Lunghezza totale                        | 66,80 m                   | 73,79 m                   |
| Diametro cabina                         | 5,51 m                    | 5,51 m                    |
| Diametro fusoliera                      | 5,96 m                    | 5,96 m                    |
| Larghezza piano orizzontale             | 18,79 m                   | 18,79 m                   |
| Apertura alare                          | 64,75 m                   | 64,75 m                   |
| Superficie alare                        | 442,0 m²                  | 464,3 m²                  |
| Freccia alare                           | 32,2°                     | 32,2°                     |
| Altezza fusoliera                       | 8,60 m                    | 8,59 m                    |
| Altezza totale                          | 17,47 m                   | 17,41 m                   |
| Passo                                   | 28,66 m                   | 32,48 m                   |
| Peso operativo a vuoto (OEW)            | 142 400 kg                | 155 000 kg                |
| Peso massimo senza carburante (MZFW)    | 195 700 kg                | 223 000 kg                |
| Peso massimo durante il rullaggio (MTW) | 275 900 kg                | 311 900 kg                |
| Peso massimo al decollo (MTOW)          | 275 000 kg                | 311 000 kg                |
| Peso massimo all'atterraggio (MLW)      | 207 000 kg                | 236 000 kg                |
| Carico utile massimo                    | 53 300 kg                 | 68 000 kg                 |
| Capacità cargo                          | 167,4 m³                  | 202,1 m³                  |
| Capacità massima carburante             | 138 000 L                 | 156 000 L                 |
| Velocità di crociera                    | 0,88 Mach (1 086,62 km/h) | 0,88 Mach (1 086,62 km/h) |
| Velocità massima                        | 0,90 Mach (1 111,32 km/h) | 0,90 Mach (1 111,32 km/h) |
| Autonomia                               | 8 100 nmi 15 000 km       | 8 700 nmi 16 100 km       |
| Quota di tangenza                       | 45 100 ft 13 750 m        | 42 650 ft 13 000 m        |
| Motori (x2)                             | RR Trent XWB-84           | RR Trent XWB-97           |
| Spinta (x2)                             | 318-379 kN                | 370-436 kN                |

## Utilizzatori
Ad aprile 2025, dei 585 esemplari consegnati, 584 sono operativi.

### Civili
Gli utilizzatori principali sono:
- Singapore Airlines (63 esemplari)
- Qatar Airways (58 esemplari)
- Cathay Pacific (48 esemplari)
- Air China (30 esemplari)
- Delta Air Lines (28 esemplari)
- Air France (27 esemplari)
- Lufthansa (26 esemplari)
- Iberia (21 esemplari)
- China Eastern Airlines (20 esemplari)
- Ethiopian Airlines (20 esemplari)
- Thai Airways International (20 esemplari)
- China Southern Airlines (19 esemplari)
- Japan Airlines (18 esemplari)
- British Airways (17 esemplari)
- Finnair (17 esemplari)
- Turkish Airlines (16 esemplari)
- Asiana Airlines (15 esemplari)
- China Airlines (14 esemplari)
- Vietnam Airlines (14 esemplari)
- Virgin Atlantic (10 esemplari)
- Aeroflot (7 esemplari)
- Malaysia Airlines (7 esemplari)
- Air Caraïbes (6 esemplari)
- French Bee (6 esemplari)
- ITA Airways (6 esemplari)

### Governativi e militari
- Forza Aerea della Germania (3 esemplari)[27]

## Incidenti
Il 2 gennaio 2024 è andato distrutto l'esemplare JA13XJ della Japan Airlines nella collisione all'aeroporto di Tokyo mentre operava il volo 516. Durante l'atterraggio, l’aereo si scontrò con un De Havilland Canada Dash 8 di proprietà della guardia costiera giapponese sulla pista 34R.

## Controversie

### Disputa con Qatar Airways
Nel novembre del 2020 Qatar Airways ha inviato un A350-900 a Tolosa, per farlo riverniciare in una livrea promozionale dei mondiali di calcio 2022, di cui la compagnia è uno degli sponsor. Data l'età relativamente giovane della flotta, era la prima volta che un A350 della compagnia veniva riverniciato dopo la consegna.
A seguito della rimozione completa della vernice, gli ingegneri hanno scoperto la presenza di crepe e danni su tutta la superficie dell'aereo, nonostante l'esemplare avesse appena cinque anni di servizio. Analisi approfondite hanno portato a riscontrare lo stesso problema su un totale di 13 A350 in servizio per Qatar Airways. In risposta, gli aerei furono messi a terra in attesa che fossero chiarite le cause, e la compagnia ha dichiarato che non avrebbe accettato altre consegne nel frattempo.
Come conseguenza della scoperta, nei mesi successivi gli altri operatori dell'A350 hanno condotto analoghe indagini. Il principale, Singapore Airlines, ha dichiarato di non avere alcun problema di questo tipo. Da indagini successive è emerso che altre cinque compagnie, fra cui Cathay Pacific, Finnair e Lufthansa, avrebbero invece riscontrato simili problemi già nel 2016. Nessuna di loro ha però ritenuto necessario interrompere i voli dei propri A350, sostenendo che i danni avessero natura estetica e non strutturale.
Airbus si è sempre difesa, affermando che le crepe fossero superficiali e non costituissero un pericolo per la sicurezza degli aerei. Qatar Airways si è detta invece preoccupata per la loro natura, decidendo di convocare in giudizio il costruttore. A seguito di quest'intimidazione, il 21 gennaio 2021 Airbus annunciò la cancellazione unilaterale di un ordine di Qatar Airways per 50 A321neo, indicando come causa i pessimi rapporti con la compagnia aerea.
Dopo il processo, svoltosi in un tribunale inglese nel 2023, a febbraio dello stesso anno gli ordini annullati sono stati ripristinati e Airbus ha pagato il vettore affinché questa non richiedesse più ulteriori risarcimenti.